# Fredholm-Determinante
Die Fredholm-Determinante ist ein Begriff aus der Funktionalanalysis, der den Begriff der Determinante eines endlichdimensionalen linearen Operators verallgemeinert. Die Fredholm-Determinante hat Anwendungen in der Theorie der Zufallsmatrizen und der mathematischen Physik.
Die Funktion ist nach Erik Ivar Fredholm benannt, der sie beim Studium von Integralgleichungen einführte.

## Definition
Sei {\displaystyle J_{1}} die Familie aller Spurklasseoperatoren über einem {\displaystyle n}-dimensionalen Hilbertraum über {\displaystyle \mathbb {C} }. Sei {\displaystyle K\in J_{1}} und {\displaystyle \operatorname {Id} } der Identitätsoperator, dann ist die Fredholm-Determinante {\displaystyle \operatorname {det} (\operatorname {Id} +K)} definiert als
{\displaystyle \operatorname {det} (\operatorname {Id} +K):=\sum \limits _{j=0}^{\infty }\operatorname {tr} (K^{\wedge j})}.
Zur Erläuterung der rechten Seite sei {\displaystyle (e_{i})_{i\in I}} eine Orthonormalbasis des zugrunde liegenden Hilbertraums {\displaystyle H} mit einer wohlgeordneten Menge {\displaystyle I}. Das {\displaystyle j}-fache äußere Produkt {\displaystyle H^{\wedge j}} ist der Hilbertraum mit Orthonormalbasis {\displaystyle e_{i_{1}}\wedge \ldots \wedge e_{i_{j}},\,i_{1}<\ldots <i_{j},\,i_{k}\in I}. Dann ist der durch {\displaystyle K^{\wedge j}(e_{i_{1}}\wedge \ldots \wedge e_{i_{j}})\colon =Ke_{i_{1}}\wedge \ldots \wedge Ke_{i_{j}}} definierte Operator {\displaystyle K^{\wedge j}\colon H^{\wedge j}\rightarrow H^{\wedge j}} ebenfalls ein Spurklasseoperator und man kann die Spur {\displaystyle \operatorname {tr} (K^{\wedge j})} bilden. Damit ist die rechte Seite obiger Definition erklärt.
Diese Definition stammt von Alexander Grothendieck. Es gibt mehrere gleichwertige Definitionen der Fredholm-Determinante, jede mit Vor- und Nachteilen. Für weitere Berechnungen eignet sich aber vor allem die Definition über die Graßmann-Algebra.

## Eigenschaften
Wenn {\displaystyle K} ein Integraloperator mit stetigem Integralkern {\displaystyle G} ist, dann lässt sich der Ausdruck umschreiben zu
{\displaystyle \operatorname {tr} (K^{\wedge j})={\frac {1}{j!}}\sum \limits _{l_{1},\dots ,l_{j}=1}^{n}\int _{\mathbb {R} ^{j}}\det[G_{l_{s},l_{t}}(x_{s},x_{t})]_{s,t=1,\dots ,j}\mathrm {d} x_{1}\cdots \mathrm {d} x_{j}},
wo bei {\displaystyle G_{l_{s},l_{t}}} die Darstellung von {\displaystyle G} bezüglich einer Schur-Basis bezeichnet.

## Herleitung nach Fredholm
Seien {\displaystyle f(x),u(x)\in C[0,1]} und {\displaystyle K(x,y)} ein Integralkern auf dem Produktraum. Fredholm studierte die Integralgleichung
{\displaystyle f(x)=(I+K)u(x):=u(x)+\int _{0}^{1}K(x,y)u(y)\mathrm {d} y}.
Er ersetzte das Integral in der Gleichung durch eine riemannsche Summe und diskretisierte {\displaystyle f} als {\displaystyle f_{i}=f(i/n)}. Somit entstand ein System von {\displaystyle n} linearen Gleichungen der Form
{\displaystyle f_{i}=u_{i}+{\frac {1}{n}}\sum \limits _{j}K_{ij}u_{j}}.
Das kann man nun als Matrix-Vektor-Produkt {\displaystyle (I+hK_{ij})u} verstehen, wobei {\displaystyle h:=1/n}. Sei nun {\displaystyle D(1/n)} die Determinante dieser Matrix in Relation zur Diskretisierungslänge, dann gilt durch Taylorentwicklung
{\displaystyle D(1/n)=\sum \limits _{m=0}^{n}a_{m}h^{m}:=\sum \limits _{m=0}^{n}{\frac {1}{m!}}\left({\frac {\mathrm {d} }{\mathrm {d} h}}\right)^{m}D(h)|_{h=0}h^{m}}
und somit
{\displaystyle D(1/n)=1+{\frac {1}{n}}\sum \limits _{i}K_{ij}+{\frac {1}{n^{2}}}\sum \limits _{i,j}\operatorname {det} {\begin{pmatrix}K_{ii}&K_{ij}\\K_{ji}&K_{jj}\end{pmatrix}}+\cdots }
oder kompakt
{\displaystyle \operatorname {det} \left(I+n^{-1}K\right)=D(1/n)=\sum _{k=0}^{\infty }\left({\frac {1}{n}}\right)^{k}{\frac {1}{k!}}\int \cdots \int \operatorname {det} [K(x_{i},x_{j})]_{1=i,j}^{k}\mathrm {d} x_{1}\cdots \mathrm {d} x_{k}}
und somit
{\displaystyle \operatorname {det} \left(I+\alpha K\right)=\sum _{k=0}^{\infty }{\frac {\alpha ^{k}}{k!}}\int \cdots \int \operatorname {det} [K(x_{i},x_{j})]_{1=i,j}^{k}\mathrm {d} x_{1}\cdots \mathrm {d} x_{k}}.